# Biłokrynyczczia
Biłokrynyczczia (ukr. Білокриниччя) – wieś na Ukrainie, w obwodzie chmielnickim, w rejonie szepetowskim, w hromadzie Sudyłków. W 2023 liczyła 571 mieszkańców.